# Gadila austinclarki
Gadila austinclarki är en blötdjursart som först beskrevs av Emerson 1951.  Gadila austinclarki ingår i släktet Gadila och familjen Gadilidae. Inga underarter finns listade i Catalogue of Life.